# Mode sifflement
Pour les articles homonymes, voir Whistler et Sifflement.
Le mode sifflement est un mode de propagation dispersif dans les plasmas magnétisés. Excitées par les parasites atmosphériques créés par la foudre, des perturbations se propagent dans la magnétosphère d'un hémisphère à l'autre de la Terre. Son caractère dispersif provoque un étalement des fréquences. L'enregistrement du signal transposé en signal acoustique donne l'impression d'un sifflement. Ce sifflement caractéristique est dénommé « siffleur » (issu de « whistler » en anglais).

## Le milieu de propagation
Le milieu de propagation du mode sifflement est un plasma magnétisé, de pulsation plasma électronique {\displaystyle \omega _{p}} et de pulsation cyclotronique électronique {\displaystyle \omega _{c}}, respectivement liées à l'existence d'une densité {\displaystyle n_{e}} d'électrons libres dans le plasma et à la présence d'un champ d'induction magnétique {\displaystyle {\vec {B}}}.
La propagation est parallèle au champ magnétique. Le vecteur d'onde {\displaystyle {\vec {k}}} est colinéaire au champ {\displaystyle {\vec {B}}}.
C'est un mode électromagnétique électronique droit. Le mode droit a deux branches, une élevée et une basse. La première se propage pour une pulsation élevée, supérieure à la pulsation plasma du milieu. La seconde est celle qui nous intéresse. C'est la branche de plus basse fréquence. Elle présente une résonance à la pulsation cyclotronique électronique.
On appelle mode sifflement la partie basses fréquences du mode droit. La pulsation {\displaystyle \omega } satisfait à l'inégalité suivante : {\displaystyle \omega \ll \omega _{c}\sim \omega _{p}}. Cette solution n'est pas triviale car nous parlons d'un mode qui se propage dans un plasma à une pulsation inférieure à la pulsation plasma.
Le mode sifflement est un mode électronique. Pour des pulsations trop basses, le mouvement des ions devient important. Soit  {\displaystyle \Omega _{p}} la pulsation plasma ionique, la pulsation {\displaystyle \omega } satisfait aussi à l'inégalité suivante : {\displaystyle \Omega _{p}\ll \omega }.
Les siffleurs sont dans la gamme radio des très basses fréquences, very low frequency (VLF) en anglais, typiquement de l'ordre de 3 à 5 kHz.
Nous allons maintenant utiliser les équations de la physique pour trouver l'équation de dispersion du mode sifflement.

## Hypothèses supplémentaires
Afin que les calculs soient plus simples, nous ferons d'autres hypothèses. Le plasma est froid, c'est-à-dire que la température électronique est nulle. Les ions aussi sont froids : ils sont supposés immobiles. La pression est donc nulle. Le plasma est non-collisionnel. Nous nous plaçons dans le référentiel dans lequel les électrons sont immobiles, c'est-à-dire que leur vitesse est nulle. Nous supposons qu'il n'y a pas de champ électrique global. Il y a un champ magnétique global selon l'axe (Oz).
Nous avons fait les hypothèses supplémentaires suivantes :
- {\displaystyle T_{e}=0}
- {\displaystyle {\vec {v_{e}}}={\vec {0}}}
- {\displaystyle {\vec {E}}={\vec {0}}}
- {\displaystyle {\vec {B_{0}}}=B_{0}{\vec {e_{z}}}}

Le champ électrique, la vitesse électronique sont en moyenne nuls. Ils ont tout de même des mouvements perturbatifs. C'est cela que nous cherchons.

## La relation de dispersion en propagation parallèle
Nous cherchons une solution aux équations de Maxwell sous la forme d'une onde se propageant dans un milieu. Le milieu considéré est le plasma que nous avons décrit précédemment. Nous nous intéresserons au mouvement des électrons. Nous ferons une théorie perturbative à l'ordre 1, c'est-à-dire une théorie linéaire.

### Les équations de bases
Principe fondamental de la dynamique pour les électrons :

{\displaystyle m_{e}{\frac {d}{dt}}{\vec {v}}=q_{e}({\vec {E}}+{\vec {v}}\wedge {\vec {B}})}
Les équations de Maxwell nous donnent la relation de dispersion générale :

{\displaystyle {\begin{vmatrix}{\frac {k^{2}c^{2}}{\omega ^{2}}}({\frac {{\vec {k}}{\vec {k}}}{k^{2}}}-{\bar {\bar {I}}})+{\bar {\bar {\epsilon }}}({\vec {k}},\omega )\end{vmatrix}}=0}

### Le schéma de la démonstration
Le mode sifflement est un mode transverse. Nous allons nous borner à l'étude des modes transverses. La solution longitudinale est découplée des solutions transverses.
Dans un premier temps, à partir de l'équation de conservation de la quantité de mouvement des électrons, nous allons chercher à relier les grandeurs vectorielles suivantes, le courant électronique {\displaystyle {\vec {J}}} et le champ électrique {\displaystyle {\vec {E}}} par le tenseur de conductivité {\displaystyle {\bar {\bar {\sigma }}}}. C'est-à-dire que nous cherchons la loi d'Ohm pour les électrons.
Ensuite, en utilisant l'équivalence des descriptions diélectrique et de conductivité, nous déduirons le tenseur diélectrique {\displaystyle {\bar {\bar {\epsilon }}}} du tenseur de conductivité {\displaystyle {\bar {\bar {\sigma }}}}.
En utilisant l'équation de dispersion générale, que nous allons restreindre au cas de la propagation parallèle, nous allons trouver les relations de dispersion générales du mode droit et gauche.
Nous allons enfin obtenir la relation de dispersion du mode sifflement en utilisant les hypothèses d'inégalité.

### Linéarisation
Nous faisons une théorie à l'ordre 1. Exprimons les grandeurs du problème jusqu'à l'ordre 1.
- {\displaystyle {\vec {v}}={\vec {v_{1}}}}
- {\displaystyle {\vec {J}}={\vec {J_{1}}}}
- {\displaystyle {\vec {E}}={\vec {E_{1}}}}
- {\displaystyle {\vec {B}}={\vec {B_{0}}}+{\vec {B_{1}}}}

Linéarisons l'équation de conservation de la quantité de mouvement des électrons.

{\displaystyle m_{e}{\frac {d}{dt}}{\vec {v_{1}}}=q_{e}({\vec {E_{1}}}+{\vec {v_{1}}}\wedge {\vec {B_{0}}})}

### Solution d'onde
Nous cherchons une solution de la forme d'une onde. C'est-à-dire sous la forme exponentielle suivante : {\displaystyle e^{i(\omega t-{\vec {k}}\cdot {\vec {r}})}}.
Nous obtenons l'équation suivante :

{\displaystyle -m_{e}i\omega {\vec {v_{1}}}=q_{e}({\vec {E_{1}}}+{\vec {v_{1}}}\wedge {\vec {B_{0}}})}
On utilise les définitions suivantes :
- {\displaystyle {\vec {J_{e}}}=n_{e}q_{e}v_{e}}
- {\displaystyle \omega _{p}^{2}={\frac {n_{e}q_{e}^{2}}{m_{e}\epsilon _{0}}}}
- {\displaystyle \omega _{c}={\frac {q_{e}B}{m_{e}}}}

Nous obtenons :

{\displaystyle -i\omega {\vec {J}}=\epsilon _{0}\omega _{p}^{2}{\vec {E}}+\omega _{c}{\vec {J}}\wedge {\vec {e_{z}}}}

### La loi d'ohm
La loi d'ohm, dans sa forme locale, relie la densité de courant électrique au champ électrique par la conductivité.
{\displaystyle {\vec {J}}={\bar {\bar {\sigma }}}{\vec {E}}}
À partir de la relation précédente, nous obtenons une forme explicite de la loi d'Ohm pour les composantes transversales : 

{\displaystyle {\vec {J}}=i\omega \epsilon _{0}{\frac {\omega _{p}^{2}}{\omega ^{2}-\omega _{c}^{2}}}{\begin{pmatrix}1&i{\frac {\omega _{c}}{\omega }}\\-i{\frac {\omega _{c}}{\omega }}&1\end{pmatrix}}{\vec {E}}}

### Le tenseur diélectrique
Maintenant que nous avons une expression du tenseur de conductivité, nous allons en déduire le tenseur diélectrique par la relation générale suivante :
{\displaystyle {\bar {\bar {\epsilon }}}=I-{\frac {\bar {\bar {\sigma }}}{i\omega \epsilon _{0}}}}
Le tenseur diélectrique ainsi obtenu pour les composantes transversales est de la forme :
{\displaystyle {\bar {\bar {\epsilon }}}={\begin{pmatrix}\epsilon _{1}&-i\epsilon _{2}\\i\epsilon _{2}&\epsilon _{1}\end{pmatrix}}}
Avec :
- {\displaystyle \epsilon _{1}=1-{\frac {\omega _{p}^{2}}{\omega ^{2}-\omega _{c}^{2}}}}
- {\displaystyle \epsilon _{2}=-{\frac {\omega _{c}}{\omega }}{\frac {\omega _{p}^{2}}{\omega ^{2}-\omega _{c}^{2}}}}

Nous allons injecter ce tenseur dans l'équation de dispersion générale.

### La relation de dispersion en propagation longitudinale
Dans le cas de la propagation longitudinale, le vecteur d'onde est colinéaire au champ B, selon l'axe (Oz), c'est-à-dire : {\displaystyle {\vec {k}}=k{\begin{pmatrix}0\\0\\1\end{pmatrix}}}
Dans l'équation de dispersion générale, le terme {\displaystyle {\frac {{\vec {k}}{\vec {k}}}{k^{2}}}} n'a donc aucune composante transverse et l'équation de dispersion pour la propagation longitudinale, resteinte aux composantes transverses s'écrit :
{\displaystyle {\begin{vmatrix}-{\frac {k^{2}c^{2}}{\omega ^{2}}}{\bar {\bar {I}}}+{\bar {\bar {\epsilon }}}({\vec {k}},\omega )\end{vmatrix}}=0}
Ou encore, en utilisant la définition de l'indice, {\displaystyle N={\frac {kc}{\omega }}}, on obtient l'équation de dispersion sur les composantes transverses en propagation parallèle :
{\displaystyle {\begin{vmatrix}-N^{2}{\bar {\bar {I}}}+{\bar {\bar {\epsilon }}}({\vec {k}},\omega )\end{vmatrix}}=0}
La relation de dispersion établie, il nous faut la résoudre pour trouver les modes.

## Les solutions de l'équation de dispersion
L'équation de dispersion générale se présente sous la forme d'un déterminant {\displaystyle 3\times 3}. Nous avons déjà expliqué que la solution longitudinale est découplée des solutions transversales. Les solutions transversales, elles, sont couplées, c'est pour cette raison que l'on a dû passer par les tenseurs.
Pour les composantes transverses en propagation parallèle, l'équation de dispersion se ramène à un déterminant {\displaystyle 2\times 2}. Il y a deux solutions.

### Solutions exactes
Les solutions sont :
{\displaystyle (-N^{2}+\epsilon _{1})^{2}-\epsilon _{2}=0}
Soit,
{\displaystyle N^{2}=\epsilon _{1}\pm \epsilon _{2}}
Compte tenu de la définition de {\displaystyle \epsilon _{1}} et {\displaystyle \epsilon _{2}}, on peut les réécrire sous la forme exacte suivante

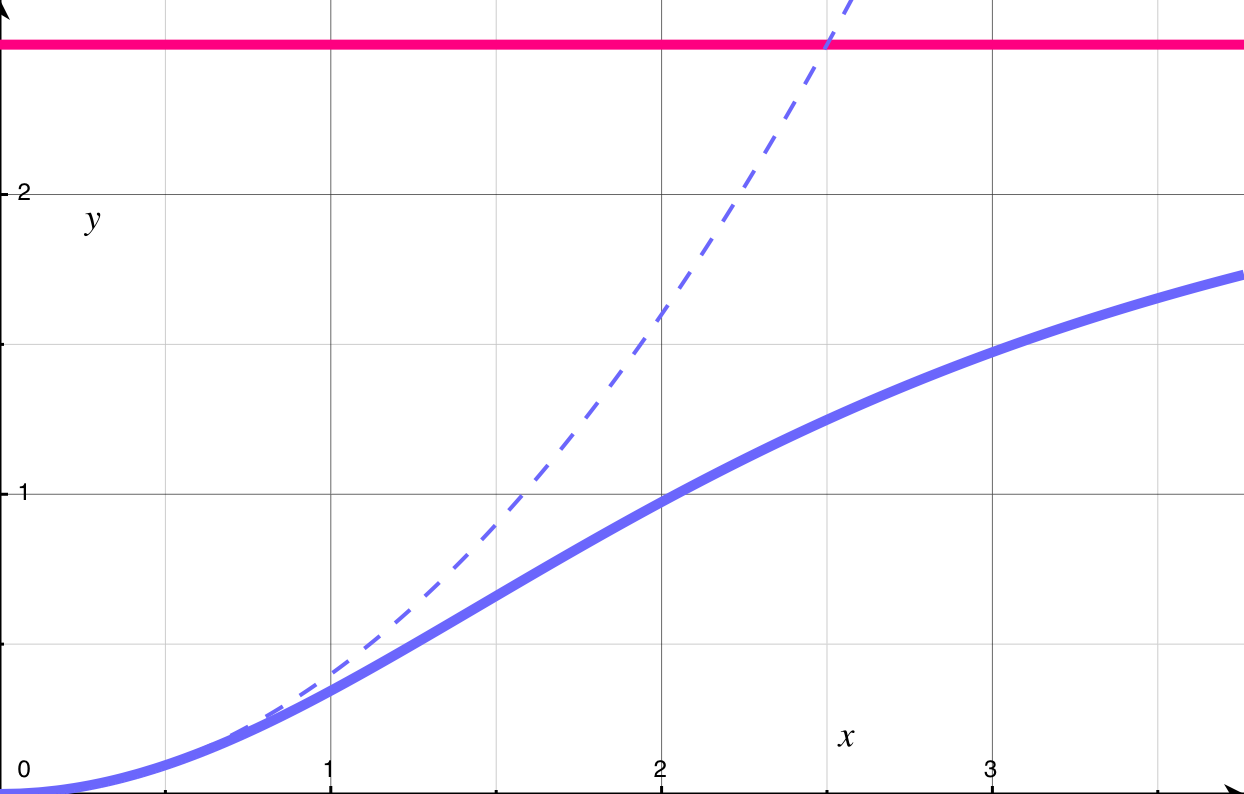
Le mode sifflement, solution exacte et approchée

{\displaystyle N^{2}=1-{\frac {\omega _{p}}{\omega (\omega \mp \omega _{c})}}}

### Solution approchée
L'équation exacte est une solution polynomiale d'ordre 3. On connaît donc les solutions de façon analytiques.
En utilisant l'inégalité annoncée, nous allons trouver une expression très simple de l'équation de dispersion. L'inégalité est la suivante :
{\displaystyle \omega \ll \omega _{c}\lesssim \omega _{p}}
Nous négligeons {\displaystyle \omega } devant {\displaystyle \omega _{c}} puis nous multiplions l'équation par {\displaystyle \omega ^{2}}. Nous obtenons l'expression suivante :
{\displaystyle k^{2}c^{2}=\omega ^{2}-{\frac {\omega \omega _{p}^{2}}{\mp \omega _{c}}}}
Or, {\displaystyle {\frac {\omega _{p}}{\omega _{c}}}\gtrsim 1} et {\displaystyle \omega ^{2}\ll \omega \omega _{p}} donc l'expression des solutions est :
{\displaystyle k^{2}c^{2}=\pm {\frac {\omega \omega _{p}^{2}}{\omega _{c}}}}
Le mode droit possède des solutions réelles, il est propagatif. Le mode gauche possède des solutions imaginaires, il est évanescent.
La relation du mode sifflement est :
{\displaystyle \omega ={\frac {k^{2}c^{2}\omega _{c}}{\omega _{p}^{2}}}}
Le mode sifflement est dispersif car la pulsation dépend du carré du vecteur d'onde.

## Étude qualitative de l'équation de dispersion du mode sifflement
Afin de comprendre l'origine du sifflement descendant, nous devons étudier qualitativement les propriétés du mode sifflement. Pour cela nous allons calculer sa vitesse de groupe. Ensuite, nous allons étudier la propagation d'un paquet d'onde qui a parcouru une distance {\displaystyle d}. Nous nous intéresserons notamment à connaître le profil temporel d'arrivée des ondes suivant leur pulsation.

### Vitesse de groupe
La vitesse de groupe est définie comme la dérivée par rapport au vecteur d'onde de la pulsation.
{\displaystyle {\vec {v_{g}}}={\frac {d\omega }{d{\vec {k}}}}}
Dans notre cas, unidimensionnel, nous obtenons :
{\displaystyle v_{g}={\frac {d}{dk}}{\frac {k^{2}c^{2}\omega _{c}}{\omega _{p}^{2}}}=2c{\sqrt {\frac {\omega \omega _{c}}{\omega _{p}^{2}}}}}
La vitesse de groupe dépend de la pulsation de l'onde. La vitesse de groupe est même une fonction croissante de la pulsation. Plus la pulsation est élevée, plus l'onde associée se propage rapidement. Nous avons une preuve supplémentaire de son caractère dispersif.

### Dispersion d'un paquet d'onde
Une onde dispersive va connaître un étalement de ses pulsations dans le temps. Soit un paquet d'onde émis à une distance {\displaystyle d} d'un récepteur, le récepteur enregistrera d'abord les ondes les plus rapides, c'est-à-dire les ondes ayant la pulsation la plus élevée. Nous allons établir la loi d'arrivée des ondes de pulsation {\displaystyle \omega } en fonction du temps {\displaystyle t}.
Soit l'expression générale de la vitesse :
{\displaystyle v={\frac {d}{t}}}
Dans notre cas, on cherche à exprimer la pulsation {\displaystyle \omega } comme une fonction du temps {\displaystyle t}.
{\displaystyle \omega (t)={\frac {\omega _{p}^{2}}{4c^{2}\omega _{c}}}{\frac {d^{2}}{t^{2}}}}
Nous obtenons la dépendance qualitative attendue, la pulsation enregistrée est une fonction décroissante du temps.

## Siffleurs

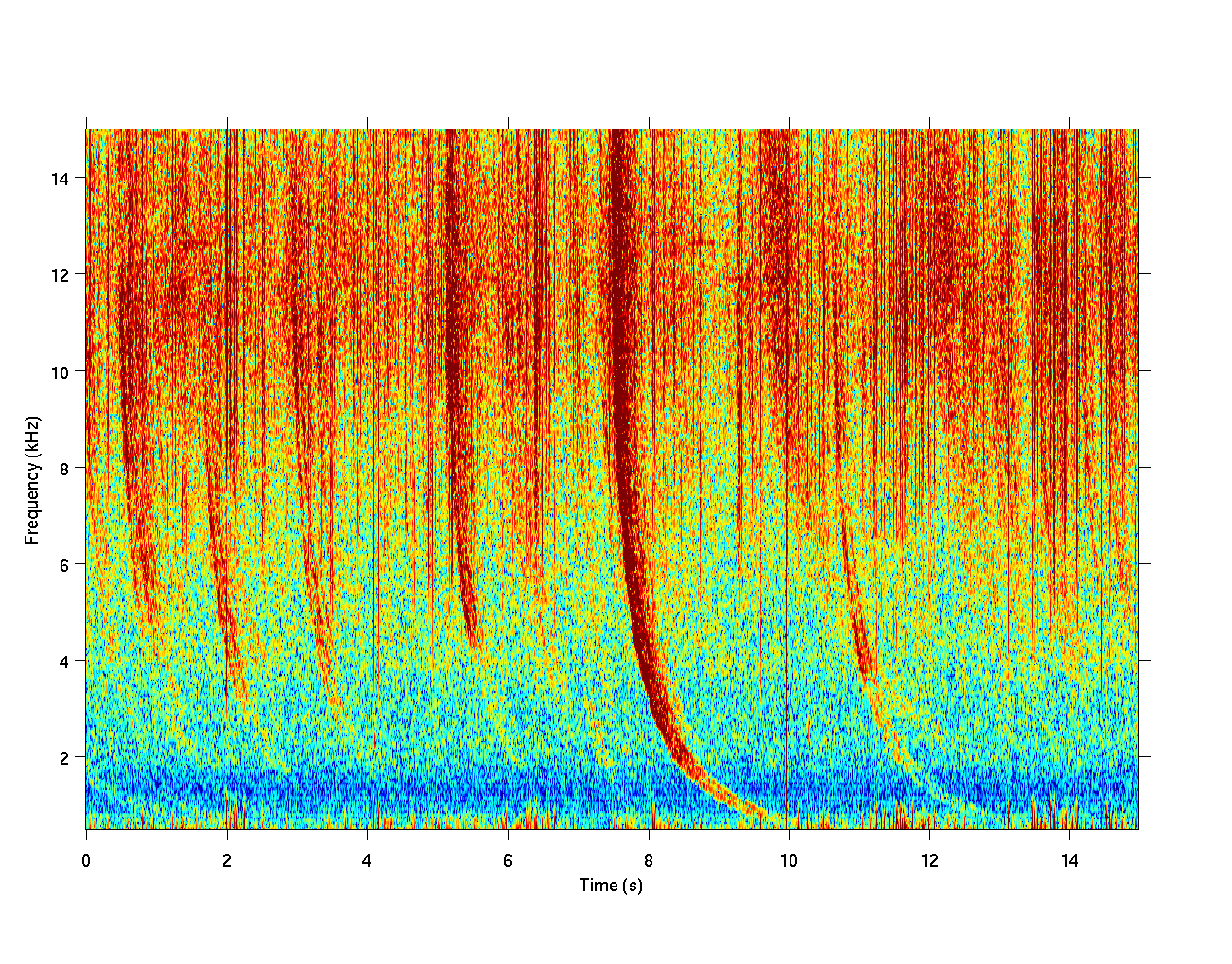
Graphique fréquence versus temps (spectrogramme) montrant plusieurs siffleurs de parasites atmosphériques dans le signal reçu à la base antarctique Palmer.

Dans les sections précédentes, il fut démontré que le mode sifflement se propage dans la direction des lignes du champ magnétique terrestre et que son caractère est dispersif. L'étude de la propagation d'un paquet d'onde sur une distance a aussi permis d'obtenir l'évolution de la fréquence enregistrée au cours du temps et tous les éléments pour comprendre ce que sont les siffleurs (whistlers).
Lors d'un orage, un éclair crée une impulsion électromagnétique. Celle-ci, appelé parasite atmosphérique, contient un large spectre de fréquences et le paquet d'onde émis est ensuite guidé le long des lignes de champ magnétique de la Terre dans la magnétosphère et l'ionosphère. Pendant sa propagation, la dispersion fait son effet et l'onde est guidée jusqu'à l'hémisphère opposé du globe. Une antenne pourra enregistrer d'abord les fréquences hautes et donc aigües qui se propagent le plus vite dans le plasma magnétisé, puis le déferlement descendant des fréquences.
Les fréquences des siffleurs terrestres varient entre 1 kHz et 30 kHz, avec un maximum d’amplitude usuellement entre 3 kHz et 5 kHz et bien qu'il s'agisse d'ondes électromagnétiques elles se produisent à des fréquences du domaine audio. La transposition du signal dans la gamme audio peut être faite au moyen d'un détecteur et donnera l'impression d'un sifflement descendant, très caractéristique.